# Lars Bodén
Lars Allan Bodén, född 25 mars 1944, är en svensk journalist, som i juli 2006 tillträdde som politisk chefredaktör och ledarskribent på socialdemokratiska Västerbottens Folkblad.
Bodén var anställd på tidningen 1966–1977 samt anställdes på nytt 1987. Under många år var han näringslivsreporter på tidningen.
År 1999 utsågs han till "Årets tidningsprofil" av Tidningsutgivarna i Övre Norrland, och 1993 tilldelades Bodén Västerbottens Handelskammares journalistpris på 50 000 kronor för att han med goda journalistiska insatser och kontinuitet bevakat näringslivets villkor och möjligheter i Norrland.